# Dikouehipalegnoa
Dikouehipalegnoa est un village Bété situé dans la région du fromager au sud-est de Gagnoa au sein du canton de Paccolo.
Entouré par une nature encore préservée, Dikouehipalegnoa côtoie les collines et respire l'air sain de la forêt. Ce village jadis bâti de manière traditionnelle, en terre et bois connaît aujourd'hui un réel développement.
Dikouehipalegnoa est un village enraciné dans son territoire et ses valeurs, et comme bien d'autres villages du Pays Bété, il ne transige pas sur ses fondamentaux, mais sait être à l'écoute du monde et du progrès.

## Historique
C'est dans la région de Dikouehipalegnoa que se sont déroulés les événements du Guébié avec la création d'un maquis par Kragbé Gnagbé en 1970.